# Neverland (FANATIC◇CRISISのアルバム)
『neverland』（ネヴァーランド）は、FANATIC◇CRISISの通算10枚目のスタジオ・アルバム。2003年7月2日発売。発売元はSTOICSTONE。

## 解説
前作『5』より1年ぶりのリリース。売上はおよそ1万枚で、インディーズリリースの『MARBLE』より低く、『太陽の虜』に次ぐ低水準である。器楽曲ルが2曲収録されるのは、『ONE -one for all-』以来6作振りである。

## 収録曲
特記以外作詞・作曲:石月努
全編曲: FANATIC◇CRISIS・神林義弘
1. everland(instrumental)　[0:52]
2. 夢じゃない世界。　[4:35]
  - 27thシングル。
3. Rolling stoned　[3:02]
  - 作詞:石月努・RYUJI
  - 作曲:RYUJI
4. moonlight　[4:20]
  - 28thシングル。
  - 本作先行シングル。
5. シヴァ　[4:09]
  - 作曲:KAZUYA
6. 地下鉄のメロディー　[2:03]
  - 作曲:石月努・Shun
7. “NEVER LAND”　[4:09]
8. MADE IN BLUE　[3:56]
9. Fairy land(instrumental)　[1:32]
  - 作曲: RYUJI・Shun
10. BLUE ROSE　[4:52]
  - 26thシングル。
11. さよならMERMAID
12. 再生の朝　[4:07]
  - 作曲:KAZUYA
13. 流星群　[4:04]
  - 作曲:KAZUYA